# 청하중학교 (경북)
청하중학교(淸河中學校)는 대한민국 경상북도 포항시 북구 청하면 덕성리에 있는 사립 중학교이다.

## 학교 연혁
- 1951년 9월 1일 : 청하면 덕성리 향교에서 개강
- 1952년 3월 24일 : 현 위치(관송전)로 이전
- 1953년 2월 11일 : 해아중학교 설립 인가
- 1963년 12월 10일 : 청하중학교로 교명 변경
- 1984년 6월 26일 : 현 학교법인 관송교육재단 이삼우 이사장 취임
- 2000년 11월 23일 : 아름다운숲 전국대회 학교숲 부문 대상(산림청장)
- 2001년 1월 24일 : 아름다운 학교 선정(아름다운학교운동본부)
- 2006년 12월 21일 : 제26회 국민독서경진대회 최우수상(문화관광부장관)
- 2009년 7월 16일 : 농산어촌 전원학교(2009.6~2014.2) 선정(교육과학기술부)
- 2010년 10월 8일 : 제1회 대한민국 좋은 학교 박람회 참가(서울)
- 2010년 12월 16일 : 명품경북교육 홍보사례 최우수상(경상북도교육감)
- 2012년 2월 13일 : 사교육절감형 창의경영학교(2011.3~2014.2) 선정(교육과학기술부)

## 참고 자료
- 청하중학교 - 한국교육학술정보원 학교알리미